# Marie Louise Berneri
Marie Louise Berneri (Arezzo, 1º marzo 1918 – Londra, 13 aprile 1949) è stata un'anarchica e scrittrice italiana.

## Biografia
Nasce ad Arezzo, in Italia, figlia di Giovanna Caleffi e Camillo Berneri. Il padre è una figura popolare del movimento anarchico italiano, e la madre lo diventerá negli anni successivi alla sua nascita. La nonna paterna, Adalgisa Fochi, è una pedagogista e scrittrice, nota soprattutto per la letteratura per ragazzi. Con l'avvento del regime fascista, diversi membri della famiglia subiscono persecuzioni per le loro idee e il loro impegno antifascista: Adalgisa Fochi viene esonerata dall'insegnamento, e Camillo Berneri subisce aggressioni e rischia a sua volta di perdere il posto di lavoro.

### Gli anni in Francia
Nel 1926 la famiglia Berneri-Caleffi si trasferisce in Francia, a causa delle persecuzioni del regime di Mussolini. Maria Luisa francesizza il suo nome in Marie Louise. Frequenta la Sorbona per studiare psicologia nel 1930. Entrata a far parte del movimento anarchico edita un piccolo giornale, Revision, insieme a Louis Mercier-Vega. Nel frattempo il padre, Camillo Berneri, per combattere i fascisti nella Guerra civile spagnola, è a Barcellona con la Colonna Italiana, dove pubblica il prestigioso giornale Guerra di classe. Marie Louise riesce a visitarlo in Spagna insieme alla madre in un paio di occasioni, prima che nel 1937 venga assassinato dagli stalinisti dell'Nkvd.

### Londra e Freedom Press
Nel 1936 Marie Louise Berneri decide di trasferirisi a Londra, dove sposa l'attivista anarchico Vernon Richards (anglicizzazione di Vero Benvenuto Costantino Recchioni) ed entra nel gruppo legato alla rivista Freedom e all'omonima casa editrice, fondata alla fine dell'800 da Kropotkin. Nei primi anni si dedica soprattutto alla rivista Spain and the World, creata nel 1936 da Richards per fornire una prospettiva anarchica sugi eventi della Guerra civile spagnola.
Nell'Aprile del 1945 Marie Louise è una delle fondatrici di War Commentary, insieme a Vernon Richards, Tom Brown e Albert Meltzer. La rivista, pubblicata dalla Freedom Press, avrá un discreto successo non solo in ambienti anarchici: il gruppo di War Commentary ha una decisa posizione antimilitarista, che lo rende popolare tra i gruppi pacifisti che si oppongono alla partecipazione del Regno Unito nella Seconda guerra mondiale.
Proprio a causa dell'impegno antimilitarista di War Commentary, nel febbraio del 1945 un gruppo di collaboratori e simpatizzanti della Freedom Press viene arrestato. Tra loro ci sono Vernon Richards e Marie Louise Berneri. L'accusa è quella di incitamento alla diserzione. L'evento ha un grande rilievo pubblico, e viene creato un comitato per chiedere il rilascio degli arrestati e l'annullamento del processo, la Freedom Defence Committee, che conta tra i suoi sostenitori attivisti e intellettuali come George Orwell e Vera Brittain. Per un cavillo della legge inglese che non consente a moglie e marito di essere indagati insieme in crimini di natura "cospiratoria", Marie Louise Berneri viene presto rilasciata. Nei mesi successivi diventa la principale responsabile di War Commentary, con la collaborazione di George Woodcock.
A partire dal 1945, Marie Louise Berneri si interessa ai lavori di Wilhelm Reich, diventando una dei primi a divulgarli in Regno Unito. L'interesse della Berneri verso Reich muove da una critica all'economicismo, l'autoritarismo e il maschilismo che si trovano tanto nel socialismo quanto nella socieà che questo vorrebbe cambiare. Nello stesso anno la rivista War Commentary cambia nome in Freedom. Nei primi mesi del 1946 Vernon Richards e gli altri arrestati escono dal carcere. Nel 1947 Marie Louise e Vernon si preparano a diventare genitori, ma la loro figlia, venuta alla luce nel dicembre del 1948, cessa di vivere poco dopo la nascita.
Nel 1947 Marie Louise Berneri inizia anche a lavorare a quella che diventerà la sua opera più famosa: Journey Through Utopia, un'eccellente critica sul pensiero utopico nella prospettiva anarchica.

### Scomparsa e Memoria
Muore nel 1949 per un'infezione virale, all'età di 31 anni. La sua scomparsa è un lutto che colpisce profondamente il movimento anarchico internazionale. Poco dopo la sua morte viene pubblicato Marie Louise Berneri 1918–1949. A Tribute, a cura della Marie Louise Berneri Memorial Committee. Il libro raccoglie alcune lettere e articoli della Berneri, e dei messaggi di cordoglio per la sua morte apparsi in riviste anarchiche da diverse parti del mondo.
Nel 1950 viene pubblicato, postumo, il suo libro Journey Through Utopia. La prima edizione in italiano arriverá solo nel 1981, con il titolo Viaggio Attraverso Utopia. Il libro è stato tradotto anche in spagnolo, tedesco, giapponese, arabo e greco moderno..

## Scritti
- Marie Louise Berneri, Workers in Stalin Russia, Londra, Freedom Press, 1944.
- Marie Louise Berneri, Journey Through Utopia, Londra, Routledge and Kegan Paul, 1950.; traduzione italiana:  Maria Luisa Berneri, Viaggio Attraverso Utopia, Carrara, Movimento Anarchico Italiano, 1981.
- Marie Louise Berneri, Neither East nor West. Selected Writings., Londra, Freedom Press, 1952.
- Marie Louise Berneri e Vera Brittain, Il seme del caos. Scritti sui bombardamenti di massa (1939-1945), Santa Maria Capua Vetere, Spartaco, 2004.